# 藤井 (王寺町)
藤井（ふじい）は、奈良県北葛城郡王寺町の地名。住居表示実施済み。藤井一丁目から三丁目までが設置されている。郵便番号636-0014。

## 地理
王寺町の西端に位置する。生駒山地と金剛山地の境界に位置し、大和川が北側を流れる。西は大阪府柏原市との県境となっており、亀の瀬渓谷のわずかな平地を国道25号が縫うようにして横断する。

### 河川
- 大和川

### 山岳
- 明神山 - 標高274m。

## 歴史
かつて葛下郡藤井村であったが、1889年に制定された町村制の施行時に王寺村と合併し、現在に至っている。

## 交通
- 国道25号
- 奈良県道195号王寺三郷斑鳩線

## 施設
- 大和川藤井水位局
- 八幡神社